# Gabry Ponte
Gabriele Ponte, detto Gabry (Torino, 20 aprile 1973), è un disc jockey, produttore discografico e conduttore radiofonico italiano.
È stato membro degli Eiffel 65, con i quali ha venduto oltre dieci milioni di dischi nel mondo ed ha pubblicato il celebre singolo Blue (Da Ba Dee). Ha fondato e tuttora dirige una casa discografica indipendente, Dance and Love. Ha collaborato con artisti quali Zucchero Fornaciari, Edoardo Bennato, J-Ax, Subsonica, Eros Ramazzotti, Corona, Jovanotti, Thomas, Amii Stewart, Little Tony, Shaggy, Pitbull, Marracash e Elisa. Ha rappresentato San Marino all'Eurovision Song Contest 2025 con il brano Tutta l'Italia, classificandosi all'ultimo posto nella serata finale.

## Biografia

### Inizio carriera (1993 - 1999)
Nel 1993, mentre studiava presso la facoltà di Fisica, entra a far parte della BlissCo., un'azienda italiana che stava aprendo i battenti proprio in quel periodo; Gabry, a 20 anni, diventa così dj producer. Il primo gruppo con cui collabora in qualità di remixer è quello dei Da Blitz, i cui singoli per alcuni anni scaleranno ripetutamente le classifiche dance italiane.
Gabry incomincia a lavorare in alcuni dei locali di Torino e si sposta spesso anche in Liguria, Veneto e Friuli-Venezia Giulia, dove diventa prima DJ resident, poi direttore artistico e infine titolare di un locale del litorale friulano, l'Aqua di Lignano Sabbiadoro.

### Gli Eiffel 65 e la carriera da solista (1999 - oggi)
Dopo alcuni anni di lavoro in studio comincia la sua collaborazione con Maurizio Lobina e Jeffrey Jey (Gianfranco Randone), e nascono gli Eiffel 65. È il 1999 e il singolo Blue (Da Ba Dee) raggiunge la vetta delle classifiche in 24 paesi per un totale di oltre 10 milioni di CD venduti. Successivamente i tre saranno impegnati in una tournée promozionale di oltre due anni per il loro primo album Europop, per un totale di oltre 500 concerti in giro per tutto il mondo, in cui l'album vince un triplice disco di platino per più di tre milioni di dischi venduti. Ottengono una nomina per il Grammy Awards come "migliori artisti dance dell'anno" e inoltre vincono premi europei di musica a Monte Carlo come "il miglior artista italiano nel mondo".

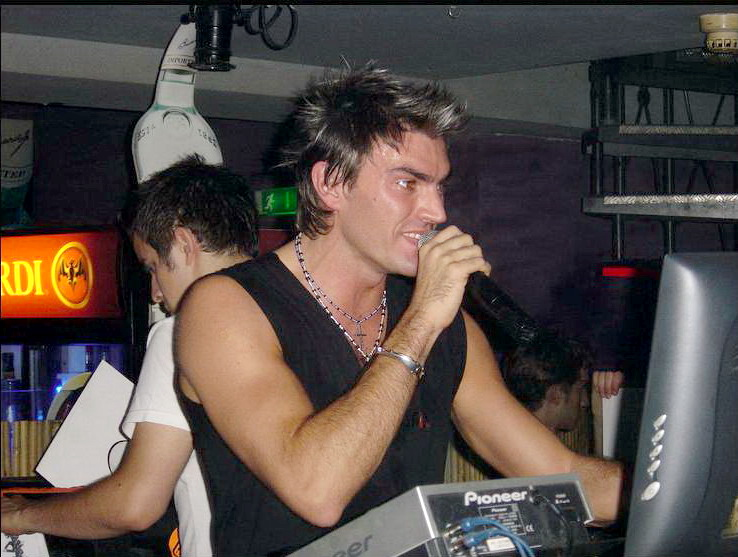
Gabry Ponte con gli Eiffel 65

Nel settembre del 2001, terminata la lavorazione di Contact!, il secondo album con gli Eiffel 65, Ponte pubblica il suo primo singolo da artista solista: Got to Get, raggiungendo il primo posto della classifica di vendita dei singoli dance (Musica e Dischi) e i primi posti di tutte le classifiche delle radio italiane. Passano appena due mesi e il secondo singolo pubblicato, Time to Rock (Estate 2002; prodotto usando il giro di note di Euro 2000 di Roberto Molinaro, suo collega), supera il successo del primo permanendo per diverse settimane al numero uno di tutte le classifiche dance (Airplay e Vendita).
Ad inizio 2002 collabora con Zucchero Fornaciari per il remix del singolo Sento le campane, estratto dall'album Shake. Nell'ottobre del 2002 esce Geordie, remix di un classico di Fabrizio De André, a sua volta versione italiana di un'antica ballata inglese del XVI secolo, che, con oltre 25 000 copie vendute, viene premiato con il disco d'oro. Qualche mese dopo uscirà anche il suo primo album da solista, Gabry Ponte, che contiene oltre ai precedenti singoli anche nuove tracce come De Musica Tonante  e The Man In The Moon. Nello stesso periodo Ponte entra a far parte anche dello staff di Radio Deejay.
Nel marzo 2003 partecipa insieme agli Eiffel 65 al festival di Sanremo, presentando il singolo Quelli che non hanno età a cui seguirà il loro terzo album: Eiffel 65; questa volta interamente cantato in italiano e da cui saranno estratti anche i due singoli Una notte e forse mai più e Viaggia insieme a me con cui il gruppo sarà ospite al Festivalbar per la quinta estate consecutiva. A settembre dello stesso anno esce il suo nuovo singolo: La danza delle streghe. Ponte si afferma sulla scena dance italiana anche come remixer di successo, avendo firmato remix di canzoni quali Giulia di DJ Lhasa, Dragostea din tei di Haiducii, e molti altri.
Nell'aprile 2004 esce Dottor. Jekyll & Mister DJ, il secondo album da solista di Ponte, che contiene il singolo Figli di Pitagora: un'allegoria che descrive le caratteristiche salienti, non sempre positive, del Belpaese, avvalendosi della voce dalla celebre rockstar degli anni sessanta e settanta Little Tony. Nell'ottobre del 2004 collabora a un esperimento R&B commerciale, la canzone dal titolo Sin Pararse di Ye Man. Nel 2005 viene pubblicata la compilation DJ Set, selezionata da Ponte. Nel frattempo comincia il Gabry Ponte Video Show: il primo spettacolo audio video portato in giro da Gabry nelle principali discoteche europee. Nello stesso anno ha composto la sigla della serie animata Tartarughe Ninja, intitolata "Con Noi" e cantata da 'Robi Garruto' con The Ninjas.
Nell'ottobre 2006 comincia a collaborare con m2o, emittente radiofonica italiana interamente orientata verso la musica dance e house, con il programma Gabry2o e successivamente nel 2010 conduce il nuovo programma Dance And Love, che va in onda il sabato sera. Contemporaneamente riprende il lavoro di studio, vengono pubblicate Elektromuzik Is Back e U.N.D.E.R.G.R.O.U.N.D, contenute nell'EP Modern Tech Noises According To Gabry Ponte.
Nel 2007 pubblica un nuovo EP: Love Song In The Digital Age According To Gabry Ponte, contenente 4 versioni della traccia The Point Of No Return e sulla base della Bufalo & D-Deck edit è stato prodotto un video disponibile su YouTube. Nello stesso anno Gabry Ponte lascia la Bliss corporation e fonda la sua casa discografica: la Danceandlove.

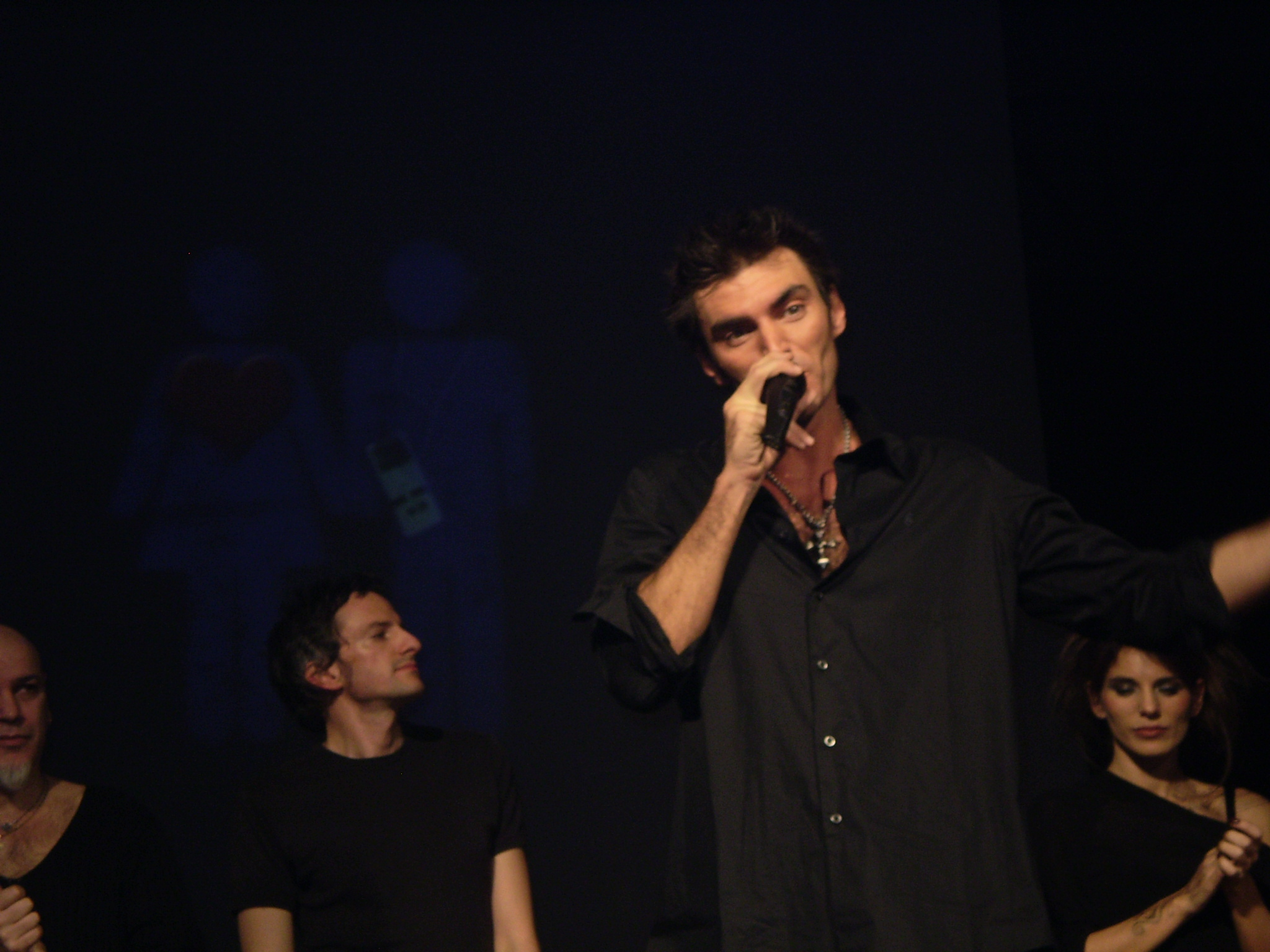
Gabry Ponte nel 2008

Nel giugno del 2008 presenta l'uscita del primo cd dedicato al programma in radio Gabry2o, che contiene tutti i nuovi lavori del dj torinese più canzoni dei suoi colleghi-amici Giorgio Prezioso e Roberto Molinaro. Nello stesso periodo produce per i Paps'N'Skar il singolo estivo Bambina.
Nell'agosto dello stesso anno, con la collaborazione di DJ Paki realizza il remix di Badabum Cha Cha singolo d'esordio del rapper Marracash. L'anno si chiude con l'uscita di Ocean Whispers 2K9, prodotta dallo stesso Ponte insieme a Paki. La traccia inoltre viene inserita nella M2O Xmas Box. A circa un anno di distanza dalla compilation Gabry2o, il 15 maggio 2009 esce Gabry2o Vol. II, che raggiunge dopo due settimane dall'uscita la quarta posizione nella classifica F.I.M.I. (Federazione Industria Musicale Italiana) delle compilation. Il 30 luglio 2009, insieme alla collaborazione di Dj Paki, Gabry produce un tributo per la pop star Michael Jackson; è disponibile anche un video su YouTube.
Nei primi di febbraio del 2010 è stato pubblicato il suo nuovo singolo realizzato insieme a Cristian Marchi, Sergio D'Angelo e con la voce di Andrea Love. Il brano è Don't Let Me Be Misunderstood ed è disponibile su cd e nei digital store nelle seguenti versioni: Gabry Ponte Vintage Mix, Cristian Marchi Perfect Mix, Nicola Fasano & Steve Forest Remix, Sergio D'Angelo & Andy Gix Remix e l'Acappella. Il 25 gennaio è stato pubblicato anche il video ufficiale. Il 12 febbraio dopo le uscite di Gabry2o e Gabry2o Vol. II, compilation che hanno preso il nome del programma che lo stesso Gabry conduce su m2o, viene pubblicata la Dance and Love Selection Vol. I, il nuovo programma che conduce sempre su m2o. Dopo la pubblicazione di Stereo Love: The Italian Remixes, tormentone autunnale del produttore Edward Maya, l'8 febbraio esce Stereo Love: The Definitive DJ Deluxe Edition, il nuovo cd che contiene nuovi remix del singolo, tra cui quello di Gabry Ponte.
Il 23 aprile il dj torinese, per effettuare le riprese del suo nuovo singolo estivo Love To Party, ha organizzato un raduno danzante in costume da bagno per le vie di Torino. Le adesioni sono state oltre 3.000, grazie anche a gruppi di persone venute dalla Repubblica Ceca, dal Belgio e dall'Austria. In un'intervista concessa sul quotidiano La Stampa, Gabry ha annunciato: Con il mio flash mob Torino come Ibiza.
Il 25 maggio pubblica il nuovo album (seconda compilation) di Dance And Love Selection. A settembre di quell'anno decide di lasciare momentaneamente la radio m2o per concentrarsi sulle sue nuove produzioni anche insieme agli Eiffel 65. Il 26 ottobre 2010 esce Dance And Love Selection Vol. 3, che contiene il nuovo singolo del dj piemontese Sexy DJ (In Da Club) con il featuring di Maya Days pubblicato anche sotto grandi etichette internazionali come la Ministry of Sound UK, la Blanco y Negro e la Ultra Records US. Successivamente ha realizzato una lunga catena di mash-up e remix, alcuni dei mash-up più noti sono: Vip in Trip (Bootleg) e Tranne te (vs. Barbra Streisand), rispettivamente i primi due singoli dell'album Controcultura del rapper Fabri Fibra. A questi due mash-up Fabri Fibra ha "dedicato" un jingle al Dj torinese; infatti è possibile sentire in entrambi i pezzi la citazione Gabry Ponte è tanta roba, espressione che fa riferimento a Vip In Trip, che si apre con l'espressione Fabri Fibra è tanta roba. Il mash-up di Tranne te ha riscosso un notevole successo, occupando ottime posizioni in diverse radio italiane e no. Realizza poi il remix di Tutto l'amore che ho di Jovanotti.
Sempre nel maggio dello stesso anno esce poi il singolo intitolato Que Pasa in collaborazione con i Djs From Mars e con Bellani & Spada, il singolo riprende a tratti lo stile con bassi potenti che lo ha reso noto nei primi anni della carriera da solista e utilizza come voce un campionamento di un cantato di Jeffrey Jey presente in una canzone dei Djs From Mars intitolata Open Sesame; è inoltre contenuto nel quarto capitolo delle Dance And Love Selection: Dance and Love Selection Vol. 4.

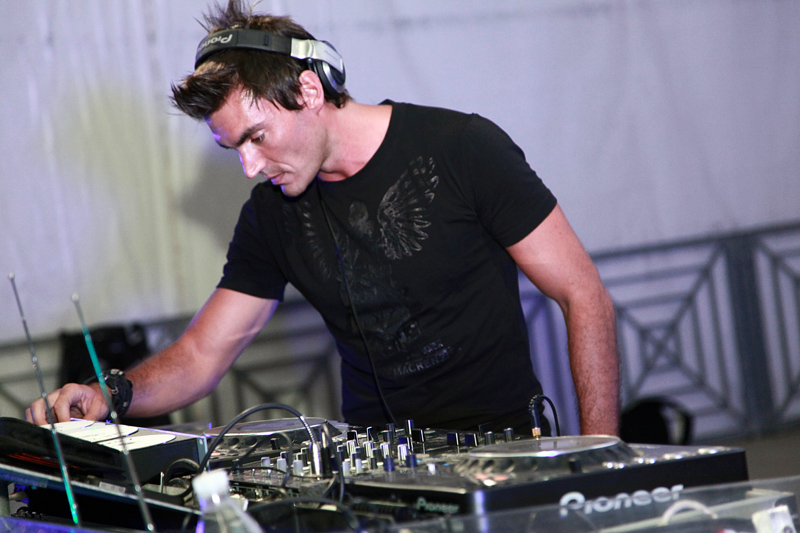
Gabry Ponte nel 2011

Nel giugno 2011 pubblica il suo remix ufficiale su etichetta EGO della mega-hit Mr. Saxobeat di Alexandra Stan. Il 1º luglio esce nelle radio il suo nuovo singolo Skyride, prodotto dal team CAHILL (composto da Lady Gaga, Chris Brown, Enrique Iglesias, Inna, Agnes...) e seguito dal suo videoclip uscito il 15 luglio. Nel febbraio 2012 esce la sua collaborazione con Dorotea Mele: Lovely on my hand, che scala le classifiche di vendita in Italia, in Austria in Spagna e in Svizzera la release del brano in questione include il remix di Alexandra Damiani. Sempre nel 2012, il 7 marzo, esce il suo singolo in collaborazione con il rapper Pitbull e Sophia del Carmen dal titolo Beat on my drum, che ben presto ottiene numerosi consensi in ambito internazionale, tali da far arrivare il singolo in vetta alle classifiche di vendita in molti paesi dell'Europa.
Nello stesso periodo Ponte firma e produce per la sua etichetta la band Tacabro. Il loro singolo d'esordio Tacatà ottiene il multi-platino e raggiunge i vertici delle classifiche di quasi tutti i paesi del mondo. L'8 settembre del 2012 Gabry Ponte pubblica un nuovo singolo, frutto della collaborazione con il duo tedesco Darius & Finlay, Tattaratta. Il 20 settembre dello stesso anno Ponte e gli Eiffel 65 si riuniscono per una breve tournée in Australia (il New Planet tour). Al ritorno dalla tournée produce una nuova canzone, Imaginate, un featuring con La Familia Loca. Sul finire dell'anno produce anche alcuni remix. Il primo della canzone Tensione evolutiva di Jovanotti, mentre il secondo e il terzo sono della canzone The Final Countdown degli Europe, uno come solista e l'altro assieme ai DJ Paki e Francesco Esse.
Il 7 gennaio 2013 pubblica Dragostea Din Tei 2K13, un pezzo realizzato con la collaborazione di Haiducii e Jeffrey Jey, riprendendo, a dieci anni di distanza dall'uscita del brano, una parte del testo di questa canzone degli O-Zone Dragostea Din Tei, portato in auge proprio dalla cantante rumena nel 2004. Sempre nel 2013 è stato scelto come giudice del serale della dodicesima edizione di Amici di Maria De Filippi su Canale 5. Il 7 maggio dello stesso anno Ponte pubblica una doppia compilation dal titolo Gabry Ponte Selection, composto da due cd; il primo è una selezione di alcuni brani presi da un suo DJ set, mentre il secondo è una raccolta dei suoi brani più belli, da Blue (Da Ba Dee) con gli Eiffel 65 a La danza delle streghe, Geordie, Time to rock e molti altri. Il 12 aprile pubblica su YouTube una sua esibizione in cui mixa 25 canzoni in 3 minuti, riscuotendo un ulteriore successo.
Il 15 maggio dello stesso anno è la volta di Sexy Swag, in collaborazione con Shaggy. Nel mese di giugno compare in uno spot pubblicitario della Hyundai un suo nuovo remix, quello di I Will Survive di Gloria Gaynor. Inoltre sarà giudice degli Hyundai Music Awards. A luglio dello stesso anno fa uscire sotto la sua etichetta, la Dance and Love, una collaborazione con il duo Pio & Amedeo de Le Iene intitolato You Porn. Nel mese di settembre pubblica Sunshine Girl, in collaborazione con Amii Stewart. Sul finire di novembre esce la sua collaborazione con DJ Spyne, Pippo Palmieri, Kenny Ray e DJ Matrix, remixata da Denny Berland, chiamata Before The End. Sempre in collaborazione con DJ Matrix, pubblica anche il singolo tratto dall'album di quest'ultimo, Beyond Da Eyes, chiamato Fall In Love, realizzato grazie anche al contributo di Paki.
Comincia il 2014 producendo Scream, in collaborazione con Emanuel Nava. Il 10 aprile esce La Fine Del Mondo ft. Two Fingerz, che riscuote molto successo con oltre 9 milioni di visualizzazioni. Dopo due mesi esce Buonanotte Giorno, il singolo scritto e cantato dallo stesso DJ. Viene in seguito riproposto assieme a Luca Argentero e Sabrina Ferilli come giudice della tredicesima edizione di Amici di Maria De Filippi. Nello stesso anno viene inserito nella top 100 DJ stilata da djmag.com classificandosi al 61º posto al mondo.
Nel marzo 2015 è in tour in Asia. Il 12 giugno dello stesso anno pubblica il singolo Showdown, cantato da Mr C e nato dalla collaborazione con Vic Palminteri, Daniele Autore, Nicolò Arquilla e l'americano Mr Shammi. Della canzone ne hanno eseguito una rivisitazione Vic Palminteri e Roberto Molinaro. Dal 2016 iniziano le sue collaborazioni con vari youtuber italiani. Il 15 luglio, invece, è uscito il singolo Che ne sanno i 2000, in collaborazione con il rapper Danti. A fine anno pubblica anche il remix Fanno Bam singolo di DJ Matrix, brano che riprende musicalità italo-dance in chiave moderna.
Il 3 aprile 2017 è uscito il singolo Tu sei, di nuovo in collaborazione con il rapper Danti. Il 20 ottobre, sempre dello stesso anno, è uscito il singolo In The Town, in collaborazione con il cantante statunitense Sergio Sylvestre, vincitore di Amici 2016; nel videoclip compaiono tra gli altri anche Lodovica Comello, Paolo Ruffini e Melissa Satta. A Capodanno il Dj presenta per il 2018, il suo nuovo singolo assieme al rapper Junior Cally, al quale segue il videoclip nel mese di febbraio.
Il 29 marzo 2019 esce in tutte le radio il nuovo singolo intitolato Il calabrone con la collaborazione di Edoardo Bennato e Thomas Bocchimpani, il cui testo è stato scritto dallo stesso Dj con Jacopo Ettore. Il Dj sta lavorando a un suo nuovo album da solista il cui titolo sarà Discoteca italiana e includerà varie collaborazioni di Gabry Ponte con vari artisti. Il 19 aprile esce Monster, sua collaborazione col dj emergente Lumix, che diventa una tra le canzoni più ascoltate su Spotify. Nel 2020 ritorna come giudice nella diciannovesima edizione di Amici di Maria De Filippi, insieme a Vanessa Incontrada e Loredana Bertè.
Nel 2021 si esibisce il 24 giugno davanti al Castello del Valentino a Torino per un dj set senza pubblico. 
Dal 2013 al 2024 si esibisce alla manifestazione musicale Battiti Live (non si esibisce nel 2015 e nel 2021).
Nel 2025 pubblica Tutta l'Italia, pensato per il futuro evento di San Siro, e poi diventato il jingle ufficiale del 75º Festival di Sanremo, con il quale è stata aperta la serata finale della kermesse. Il brano ha successivamente partecipato al San Marino Song Contest, l'evento atto a selezionare il partecipante del Titano all'Eurovision Song Contest 2025. Alla finale dell'evento Tutta l'Italia è risultato quello col maggior numero di voti ricevuti dalla giuria d'esperti, venendo così incoronato vincitore e rappresentante di San Marino sul palco eurovisivo a Basilea, in Svizzera. Sempre per l'ESC, nel 2022 era stato uno degli autori della canzone Halo portata dal disk jockey austriaco Lum!x. Il 13 maggio 2025, giorno della semifinale, Gabry Ponte approda in finale con 46 punti (due in più del cantante di Cipro); in tale occasione, svoltasi il 17 maggio seguente, il DJ si classifica all'ultimo posto tra i concorrenti con soli 27 punti, risultando, però, l'artista più votato dagli italiani al televoto.
Il 28 giugno dello stesso anno si esibisce allo Stadio San Siro davanti a circa 56.000 persone in un dj-set evento lungo oltre tre ore.

## Vita privata
Nel gennaio del 2021 è stato costretto a fermarsi temporaneamente per sottoporsi ad un'operazione al cuore all'Ospedale Molinette di Torino; a giugno dello stesso anno è nata sua figlia Alice.

## Discografia

### Album in studio
- 2002 - Gabry Ponte (Universal Music)
- 2004 - Dottor. Jekyll & Mister DJ (Universal Music)

### Raccolte
- 2005 - DJ Set (Universal Music)
- 2008 - Gabry2o (National DJ Event)
- 2009 - Gabry2o Vol. II (Dance and Love)
- 2010 - Dance and Love Selection Vol. 1 (Dance and Love)
- 2010 - Dance and Love Selection Vol. 2 (Dance and Love)
- 2010 - Dance and Love Selection Vol. 3 (Dance and Love)
- 2011 - Dance and Love Selection Vol. 4 (Dance and Love)
- 2013 - Gabry Ponte Selection (Dance and Love)
- 2014 - Gabry Ponte Selection 2K14 (Sony Music)
- 2022 - Essential Samples Vol. 1

### Con gli Eiffel 65
- 1999 – Europop
- 2001 – Contact!
- 2003 – Eiffel 65